# Montjustin
Montjustin település Franciaországban, Alpes-de-Haute-Provence megyében. Lakosainak száma 57 fő (2022. január 1.). Montjustin Céreste-en-Luberon, Montfuron, Reillanne, Villemus, La Bastide-des-Jourdans és Vitrolles-en-Luberon községekkel határos.

## Népesség
A település népességének változása:
| Lakosok száma | 46   | 47   | 54   | 52   | 55   | 56   | 58   | 59   | 59   | 57   |
|               | 1968 | 1982 | 1990 | 2006 | 2013 | 2015 | 2017 | 2019 | 2020 | 2022 |